# Terremoto de Guyarat de 2001
El terremoto de Guyarat de 2001 ocurrió a las 08:46 AM hora local (03:16 UTC) del 26 de enero de 2001, en el 51.er Día de la República de la India, y tuvo una duración de más de dos minutos. El epicentro se situó a cerca de 9 km al sursudoeste de la localidad de Chobari en el taluka de Bhachau,  Distrito de Kutch en el estado de Guyarat. El terremoto alcanzó 7.7 grados Mw y tuvo una intensidad máxima de X (Extremo) en la escala de Mercalli. Produjo alrededor de veinte mil fallecidos (incluyendo 18 personas en el sudeste de Pakistán), dejó 167 000 heridos y destruyó cerca de 400 000 viviendas.

## Efectos

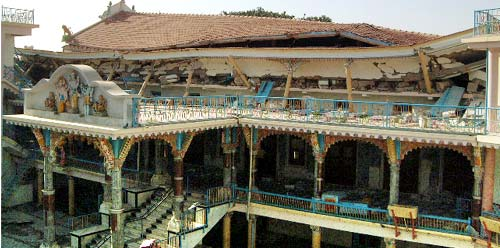
El antiguo templo de Bhuj resultó con severos daños tras el terremoto.

El recuento final de víctimas en el distrito de Kutch fue de 12.290 muertes. Bhuj, situada sólo 20 kilómetros del epicentro, resultó devastada. También hubo daños considerables en Bhachau y Anjar. Más de un millón de estructuras resultaron dañadas o destruidas, incluyendo muchas construcciones históricas y atracciones turísticas. El terremoto destruyó cerca del 40% de las viviendas, ocho escuelas, dos hospitales y 4 km de carreteras en Bhuj. Resultaron parcialmente damnificados el histórico templo Shri Swaminarayan Mandir y los palacios de Prag Mahal y Aina Mahal. En Ahmedabad, capital comercial de Guyarat de una población de 4,6 millones de habitantes, cerca de 50 edificios de tiendas por departamentos colapsaron y varios cientos de personas resultaron muertas. El total de daños a la propiedad fue estimado en más de US$5,5 miles de millones.

## Reconstrucción
Cuatro meses luego del terremoto, el Gobierno de Guyarat anunció la Política de Reconstrucción y Rehabilitación del Terremoto de Guyarat. Esta política propuso una aproximación diferente a la construcción urbana y rural, con el costo estimado de reconstrucción siendo de US$1.77 miles de millones.